# 艾蓋瓦里·耶內
艾蓋瓦里·耶內·埃里克（匈牙利語：Egerváry Jenő Elek，1891年4月16日—1958年11月30日）是一名匈牙利數學家。

## 生平
艾蓋瓦里於1891年出生在德布勒森。1914年，他在羅蘭大學獲得博士學位，導師是費耶爾·利波特。之後他在布達佩斯的地震觀測站擔任助理，並於1918年起在布達佩斯的高級工業學校擔任教授。1938年，他被任命為羅蘭大學的私人講師。
1941年，艾蓋瓦里成為布達佩斯科技經濟大學的正式教授，1950年，他被任命為匈牙利科學院應用數學研究所科學委員會主席。
艾蓋瓦里於1932年獲得柯尼希·朱利葉斯獎，1949年和1953年獲得科蘇特獎。
由於官僚機構給他帶來的麻煩，艾蓋瓦里於1958年自殺，享年67歲。

## 研究工作
艾蓋瓦里的興趣橫跨代數方程理論、幾何學、微分方程和矩陣理論。
在後來成為組合優化領域的一個經典結果中，艾蓋瓦里將柯尼希定理推廣到賦權圖的情況。這一貢獻在1955年被哈羅德·W·庫恩翻譯出版，他還展示如何應用柯尼希和艾蓋瓦里的方法來解決分配問題；由此產生的算法後來被稱為「匈牙利演算法」 。

## 備註
1. 1 2  Rózsa 1984.
2. 1 2  Horváth 2005.
3. ↑  Spedicato, Emilio.  (PDF). Notiziario dell'Unione Matematica Italiana. November 2008. （原始内容 (PDF)存档于2012-03-30） （意大利语）. 的存檔，存档日期2012-03-30.
4. ↑  Schrijver, Alexander. . Springer. 2003. ISBN 978-3-540-44389-6.
5. ↑  Egerváry, Jenő,  [On combinatorial properties of matrices], Matematikai és Fizikai Lapok, 1931, 38: 16–28 （匈牙利语）
6. ↑  Kuhn, Harold W., , Logistics Papers (George Washington University), 1955, 11: 1–11
7. ↑  Kuhn, Harold W., , Naval Research Logistics Quarterly, 1955, 2 (1–2): 83–97, CiteSeerX 10.1.1.228.3906 , doi:10.1002/nav.3800020109

## 外部連結
- Egerváry Research Group on Combinatorial Optimization （页面存档备份，存于）
- 約翰·J·奧康納; 埃德蒙·F·羅伯遜, ,  （英语）